# フォルジャーズ
フォルジャーズ (Folgers) は、アメリカ合衆国で広く普及しているコーヒーのブランド、JMスマッカー (The J.M. Smucker Company) の飲食料部門の一部。

## 沿革
フォルジャー・コーヒー・カンパニー (the Folger Coffee Company) の前身は、1850年にカリフォルニア州サンフランシスコで創業した、パイオニア・スティーム・コーヒー・アンド・スパイス・ミルズ (the Pioneer Steam Coffee and Spice Mills) であった。この事業は1872年にジェイムズ・A・フォルジャー (James A. Folger) が取得し、フォルジャーズと改称した。フォルジャーは、カリフォルニア・ゴールドラッシュの時期に、わずか15歳で兄2人とともにマサチューセッツ州のナンタケット島からカリフォルニアへやって来た人物であった。1850年代に、ケロシンが鯨油に代わる安価な材料になると、それまで捕鯨船としてナンタケット島の経済を支えていた船の多くが、コーヒー豆の運搬船に転用され、南米からサンフランシスコへとコーヒーを運ぶようになった。
20世紀半ばには、ジェイムズ・A・フォルジャーの曾孫にあたるピーター・フォルジャー (Peter Folger) が経営に采配を振るい、フォルジャーズは世界最大のコーヒー消費地である北アメリカ市場において、主要なコーヒー関係ブランドのひとつにまで成長した。1963年、プロクター・アンド・ギャンブル (P&G) が事業を取得し、「Folger's」からアポストロフィーをとって「Folgers」と改めた。
2008年1月、P＆G は、フォルジャーズがグループ傘下から独立し、本社はシンシナティに置かれることになると発表した。ところが、同年6月には、この発表を撤回し、フォルジャーズは年内にJMスマッカーが取得することになると発表した。逆モリス・トラスト取引 (Reverse Morris Trust) と称される、例の少ない金融手法を用い、スマッカーは2008年11月にフォルジャーズを買収して、傘下の子会社とした。

## ブランド

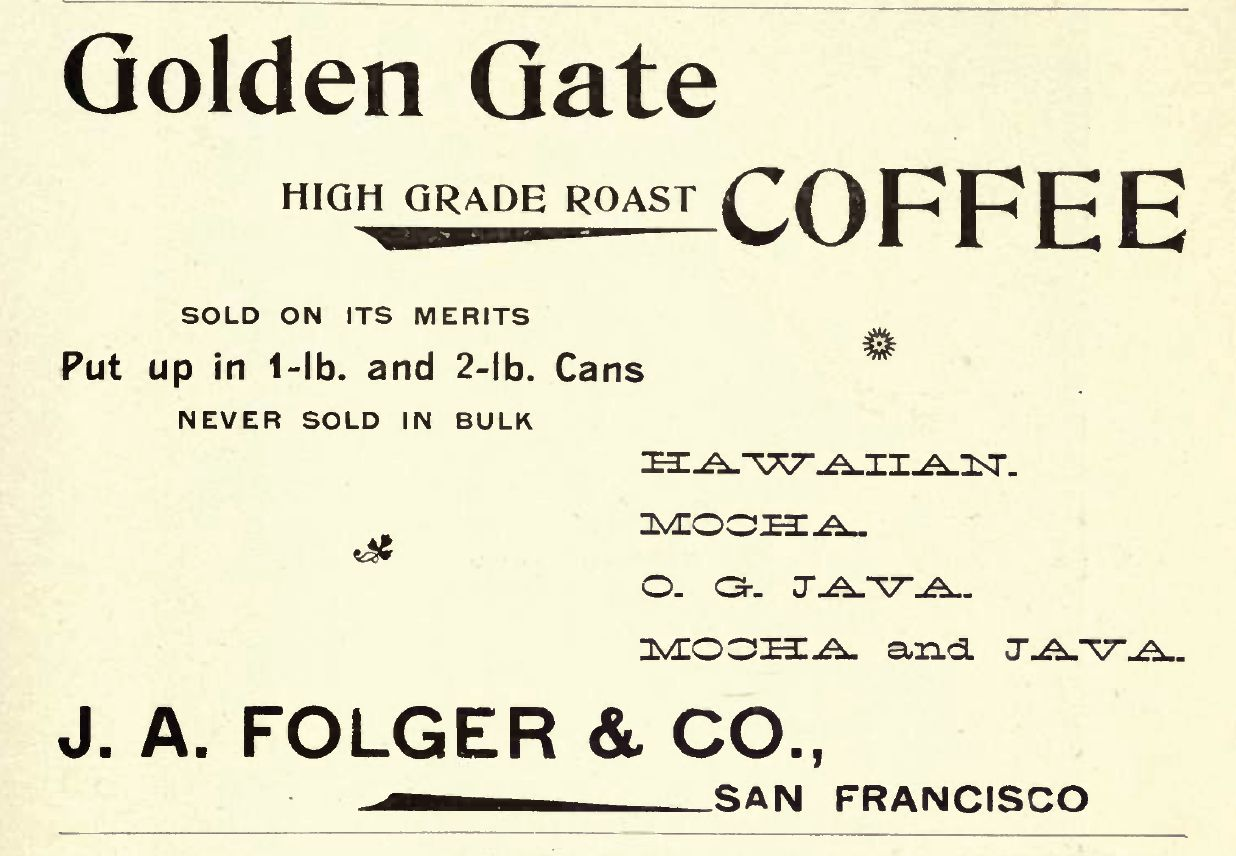
1898年の J. A. Folger & Company によるコーヒーの広告。

アメリカ合衆国では、フォルジャーズは9つのブランドを展開している。
- クラシック・ロースト (Classic Roast) は、昔ながらの「赤缶 (Red Can)」や、カフェインの量を半分にしたミディアム・ローストもある。
- クラシック・コンプリメンツ (Classic Complements) には、深煎り (Dark Roast) のグルメ・ロースト (Gourmet Supreme)、中深煎り (Medium-Dark Roast) の100%コロンビア (100% Colombian)、中深煎りのフレンチ・ロースト (French Roast)、深煎りのブラック・シルク (Black Silk)、浅煎り (Light Roast) のブレックファスト・ブレンド (Breakfast Blend) がある。
- シンプリー・スムース (Simply Smooth)、中煎り (medium roast)
- フレーバー・コーヒー (Flavored Coffee)、香りにはヘーゼルナッツ、フレンチ・バニラ（強いバニラの香り：French Vanilla）、チョコレート・シルク、シナモンがある。
- フォルジャーズ・グルメ・セレクションズ (Folgers Gourmet Selections)、フレーバー・コーヒーのバリエーション。
- インスタント・コーヒー、フォルジャー・クリスタルズ (Folgers Crystals)、レギュラーとデカフェがある。
- シングルズ (Singles)、1杯用のパッケージ。
- ホーム・カフェ・ポッズ (Home Cafe Pods) は、1杯ごとに淹れるコーヒーメーカー（例えば HomeCafe）用。
- カプチーノ (Cappuccino) は、インスタントのカプチーノ・パウダー、味はフレンチ・バニラとモカ・チョコレートがある。

カナダでは、おもにクラシック・ローストと、マウンテン・ロースト (Mountain Roast) が流通している。
イギリスでは、フォルジャーズ・インスタント・クリスタルズ (Folgers Instant Crystals) が流通している。

## 広告
フォルジャーズは、「The best part of waking up is Folgers in your cup!（お目覚めで最高なのは1杯のフォルジャーズ）」という宣伝文句を使っている。このスローガンは、1984年以来、ほとんどすべての広告で、スーザン・シュピーゲル・ソロヴェイ (Susan Spiegel Solovay) とビル・ヴァーニック (Bill Vernick) が作詞し、レスリー・パール (Leslie Pearl) が作曲したジングルとともに用いられている。この間、ランディ・トラヴィス、アレサ・フランクリン、Rockapella（ロッカペラ）など、数多くの有名なミュージシャンがこれに編曲を加えながら演奏してきた。
フォルジャーズのテレビ広告には、長い間「ミセス・オルソン (Mrs. Olson)」というスウェーデン人のおばさんが登場することで知られていた。ミセス・オルソンは、様々な問題でコーヒーが美味しく作れないご近所さんたち（ほとんどの場合は奥様方）に、いつもフォルジャーズ・コーヒーを1杯勧めるのであった。1965年から1986年まで、女優ヴァージニア・クリスティン (Virginia Christine) 演じる「ミセス・オルソン」は、フォルジャーズが「山で育てた、一番リッチなコーヒー (mountain grown, the richest kind of coffee)」だと視聴者に繰り返していた。
フォルジャーズが、1970年代や1990年代はじめに展開したインスタントコーヒーの宣伝は、様々なグルメ系の有名レストランを舞台に、ブライアン・クラーク (Bryan Clark)のナレーションで「われわれは、ここ（有名な四つ星レストランの名）で、いつも出されているコーヒーを、密かに フォルジャーズ・クリスタルズと入れ替えてみた。違いに気づく人が誰かいるか、見てみよう。(We are here at (insert name of four-star restaurant), where we've secretly replaced the fine coffee they usually serve with Folgers Crystals. Let's see if anyone can tell the difference!) 」と語り、「フォルジャーズ、アメリカ最高のレストランで出せるリッチなコーヒー (Folgers Crystals...coffee rich enough to be served in America's finest restaurants.)」と締めくくるものであった。
1985年から流されたフォルジャーズの広告は、クリスマスの季節の風物詩になった。ピーターという学生が大学から実家に戻り、彼が作り淹れたてのコーヒーの香りが、眠っていた両親を起こし、息子の到着を知らせるのである。カニンガム＆ウォルシュ (Cunningham & Walsh) が制作したこの広告は、1998年まで放送された後、2004年と2005年にも再編集されて放送された。2009年には、西アフリカから帰郷した息子がコーヒーの香りで目を覚ますという似た趣向の広告が作られた。
1980年代半ばには、フォルジャーズは、当時、商業化が進んでいたNASCARのスポンサー企業となり、自動車関係、タバコ、ビール以外の業種では、最初のスポンサー企業のひとつとなった。試行として参加した1985年のシーズンに、ジョー・ラットマン (Joe Ruttman) がドライバーとして乗り込んだ、ラリー・マクルア（Larry McClure：Morgan-McClure Motorsports の創設者のひとり）が所有するシボレーを支援した後、フォルジャーズは有名レーシング・チームや、ティム・リッチモンド (Tim Richmond)、ベニー・パーソンズ (Benny Parsons)、ケン・シュレイダー (Ken Schrader)、マーク・マーティン (Mark Martin) といった人気ドライバーへとスポンサー活動を拡大した。
2006年、広告代理店サーチ&サーチ (Saatchi & Saatchi) が、「幸せな朝 (Happy Mornings)」と通称されるフォルジャーズの広告を、バイラル・マーケティングの手法で広めた。日の出とともに太陽の日差しが人々を起こすのを象徴する多数の賑やかな歌い手、踊り手たちが登場するこの広告は、ブログや、YouTubeなどの動画サイトで広く紹介された。

## フォルジャーズ・ビルディング

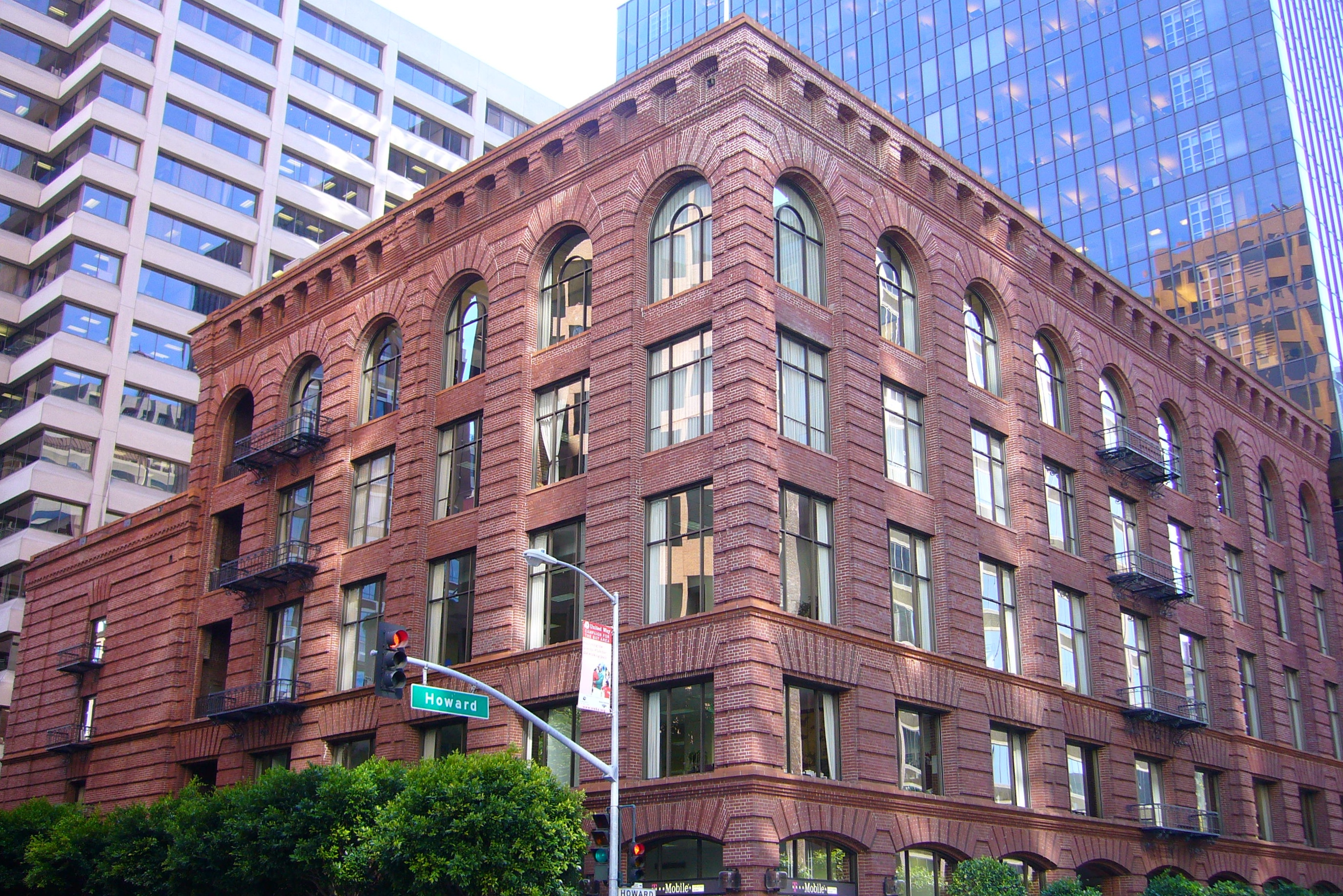
サンフランシスコ、ハワード通り101番地のフォルジャー・コーヒー・カンパニー・ビルディング

かつてフォルジャーズの本社は、カリフォルニア州サンフランシスコのハワード通り101番地 (101 Howard) にある煉瓦造の5階建ての建物であるフォルジャー・コーヒー・カンパニー・ビルディング (Folger Coffee Company Building) にあった。この建物は、アメリカ合衆国国家歴史登録財に登録されている。現在も、この建物の角には「The Folgers Coffee Company」の看板が掲げられている。この建物の最上階にはペンシルベニア大学ウォートン・スクールのカリフォルニア・キャンパスがあり、役員向けの経営学修士 (MBA) のコースが設けられている。
2011年8月2日、フォルジャーズ・ビルディングは、発祥の地であるサンフランシスコ中心部への回帰を進めていたサンフランシスコ大学 (University of San Francisco) によって買い取られた、